# Angola, Indiana
Angola este o localitate, municipalitate și sediul comitatului, Steuben, statul Indiana, Statele Unite ale Americii.